# Дарони Ардзив
„Дарони Ардзив“ (на български: Даронски орел) е месечно списание в София на арменски език.
Списанието е орган на Даронския дух – Дружеството на арменските емигранти от Дарон-Дуруперан. Излиза в периода април 1938 – декември 1939 г. в София. Отговорен редактор е Нерсес Асвазадурян, а редактор Хайк Асадурян. Отпечатва се в печатница „Рахвира“ на Б. Балъкджиян.